# 事故米不正転売事件
事故米不正転売事件（じこまいふせいてんばいじけん）とは、2008年9月に発覚した一部の米穀業者が非食用に限定された事故米を非食用であることを隠して転売していた事件。

## 不正転売発覚の経緯
農林水産省は、2008年8月28日に、農薬のメタミドホスとアセタミプリドが一日摂取許容量以上に残留しているコメや、発癌性のあるカビが産生した毒のアフラトキシンB1を含んだ米であるいわゆる事故米穀（ベトナム産うるち米、中国産もち米など）を、工業用（非食用）として、三笠フーズ株式会社に売却した。
近畿農政局と九州農政局が、この事故米穀の処理状況について立ち入り調査等を行なったところ、三笠フーズは、落札した事故米穀を非食用として仕入れておきながら、その事実を隠して食用として転売したことが確認された。2008年9月5日に、農林水産省は、同社に対し回収を要請して、商品の自主回収を行わせたことを発表した。
1997年に三笠フーズが吸収合併した宮崎商店（現・三笠フーズ九州事業所）は合併以前から不正転売を行っており、合併以降も元社長の男が三笠フーズ九州工場所長に就任し、三笠側に事故米の転売を提案したと報じられている。
問題の発覚後、三笠フーズは全従業員を解雇し、事業の縮小を図ることを発表した。
その後、農林水産省が他の事故米穀の処理状況について調査したところ、三笠フーズの他にも愛知県の株式会社浅井と太田産業株式会社、新潟県の島田化学工業株式会社が、独自に不正転売していたことが判明した。
転売先について農水省が調べたところ、多数の業者を介する複雑な流通経路を経た後に食品加工会社、酒造会社、菓子製造会社等全国の多数の業者に転売されていたことが発覚した。転売先の公表については、農林水産省は、転売先の風評被害等を考え、同意の得られた5社のみに限ってに公表していたが、国民の不安払拭のために一転公表に踏み切り、9月16日に24都府県の375社の名称を明らかにした。しかし、同日に、転売先の会社の1つで社長が自殺する事態になった。その後も、調査で転売先と判明した会社については、順次追加公表している。
この事件の対応の責任を取り、2008年9月18日に、農林水産大臣太田誠一と農林水産省事務次官白須敏朗が辞任している。

## 転売問題の概要
日本国政府は、日本で生産された米や、ミニマム・アクセスに従い商社が輸入した外国産の米を政府備蓄米として購入している。これがカビを発生したり、購入後に残留農薬がみつかったり、洪水等で水濡れが生じた場合、事故米穀となる（詳しくは事故米穀を参照）。また、同様のことは、民間業者が輸入した外国産の非政府米でも起こる。事故米穀は、食用に適さないので「非食用米（ひしょくようまい）」として、用途を食用以外に限定して販売される。
事故米穀は、用途が限定されて転売も困難であることから、なかなか買い手がつきにくかった。一部の業者は、用途が限定されているため、安値で購入できる事故米穀を購入し、変色している部分を除いて、問題のない米と区別できない状態で、問題のない米に混入して転売することで利益を上げていた。
事故米穀は、食用の米として販売できないように、農政事務所は職員立会いの下で粉砕させたり、倉庫などの検査を行っていたが、結果的に不正を発見することは出来なかった。また、これらの検査を行う際、事前に三笠側に通告しており、名ばかりの「検査」であったことも発覚している。
なお、農水省は糊として使われる事を前提に事故米を売却していたが、大手の糊製造企業では米は使用されておらず、実際に糊の原料として米が使われる事は稀であると報じられている。

## 事故米穀が含まれた商品
転売された事故米穀は米、米粉、でんぷん等として様々な商品に混入し、日本各地に流通したことが徐々に明らかとなった。
- 焼酎の製造の米麹
- 和菓子材料の米粉
- 小学校・中学校・高等学校・保育所・病院等の給食
- 厚焼玉子・オムレツ
- ちまき
- スーパーマーケットやコンビニエンスストアで販売されたおにぎり
- 医薬品の原料

など

## 不正転売ルート
三笠フーズルート
大阪市の米穀加工販売業者の「三笠フーズ株式会社」が福岡県朝倉郡筑前町にある同社の九州工場において、直接または子会社の辰之巳（たつのみ）を介し、事故米穀を不正に転売していた。それらの米は、その後も転売を繰り返され、焼酎の米麹や和菓子材料の米粉などに使われたことが、追跡調査により明らかとなっている。2008年9月11日に、農林水産省が同社と子会社の辰之巳を、不正競争防止法違反（誤認表示）の疑いで熊本県警に告発した。
浅井ルート
愛知県名古屋市瑞穂区の接着剤製造業者「株式会社浅井」がノノガキ穀販を介するなどして、接着剤の原料として購入した事故米穀を、食用米として不正に転売していた。2008年10月9日に、農林水産省は、同社が基準値以上の残留農薬を含む米を販売した点について、食品衛生法違反（規格基準外食品の販売）の疑いで、同社を愛知県警に告発した。
なお、浅井はこの不正転売の発覚以降、資金繰りが悪化し、翌10月に入って2度目の不渡り手形を出して、事実上倒産したことが、10月8日に東京商工リサーチによって明らかにされた。翌2009年4月1日には、名古屋地方裁判所で、破産手続の開始決定を受けている。
太田産業ルート
愛知県宝飯郡小坂井町（現・豊川市）の肥料製造業者「太田産業株式会社」が事故米穀を使用した肥料を販売していた。届出のあった原料以外を使用していたとして、肥料取締法違反（虚偽の登録・届け出）の疑いで、愛知県の調査を受けている。
島田化学工業ルート
新潟県長岡市のでんぷん製造販売業者「島田化学工業株式会社」が事故米を原料に混入してでんぷんを製造・販売していた。玉子製品の原料として、全国21都府県の学校・幼稚園等に給食として提供され、合計327万8800食以上になっていたことが明らかとなっている。島田化学工業は、国内唯一の米でんぷん製造会社で、国内シェアはほぼ100%であったため、かなりの流通量があることは推測されるが、事故米を特定する記録がないため、転売先は不明のままである。
2008年10月17日に、島田化学工業は廃業することを発表。同社の生産施設及び従業員は、同社の取引先である三和澱粉工業が11月1日に新設する、子会社の上越スターチが引き継いだ。

## 事件を受けての対応
この事件以降、日本国政府は世界から購入した米に規定以上の残留農薬があり、事故米穀とされるものを輸出元の国家に返却する検討を始めた。
2008年10月3日から、農林水産省は政府が保管する事故米穀を、三笠フーズなどの不正転売をうけ、焼却処分を順次行っていく。10月3日には北海道、茨城県、山口県の各農政事務所によって処分が開始された。約2か月後の11月末までに全国で同様の処分を計238トン行うとしている。さらに、重金属のカドミウムを含む米（カドミウム米）について、食品衛生法の残留基準値1ppm未満のものについては、2003年度までは政府が、2004年度以降は国の補助金で社団法人全国米麦改良協会が買取り、粉にしたうえで赤く着色し食用にできないようにして工業用原料（合板用・敷石用）として、年間約2400トン（2007年度）販売していたが、農林水産省は、10月14日に、カドミウム米についても事故米穀と同様に焼却処分にすることにした。
2008年10月10日には、農林水産省は、事故米穀の販売を、販売ルートが確立されていて不正転売されにくい飼料用としての販売に限ること、輸入米に関する情報をウェブ上で公開すること、販売先の検査について、新しい検査マニュアルを作成したことをそれぞれ発表した。
民間では、2008年9月29日までに、事故米穀が混入していると知らされずに三笠フーズから米を購入した西酒造が、自主回収費用および風評被害による売り上げ減などの損害賠償として、三笠フーズに対して19億6847万円の支払を求めて、東京地方裁判所に訴えを提起した。2008年10月16日には、島田化学工業からでんぷんを購入したすぐる食品が、風評被害による売り上げ減で損害を被ったとして、島田化学工業と社長の島田清之助を相手方として7億6400万円の損害賠償を求めて、東京地方裁判所に訴えを提起した。これらの件を受ける形で、農水省は「業者名公表による風評被害などで損失を被った」と主張する業者に対し、補償金を支払うことになった。2009年8月までに、補償金の総額は27億円を超えることが明らかになったが、業者名を公表することと、訴訟を経ないで補償を行うことの双方について、賛否両論の議論となっている。
また、農林水産省は、事件の影響を受けて2008年10月3日に、国民の不信を払拭する目的で、政府米を保管する倉庫業者との契約を代行する業務について、それまで独占してきた天下り団体の公益法人全国食糧保管協会と今後契約しない方針を示した。
2008年11月28日には、農林水産省は職員の懲戒を行ない、25名が処分され、7名が給与等の自主返納を行った。内訳は以下の通り。
- 農林水産大臣、農林水産副大臣2名、大臣政務官2名、元総合食糧局長ら退職者2名が、給与ないし退職金の自主返納。
- 農林水産省事務次官、総合食料局長等の関係役職経験者6名の計7名が減給。
- 総合食料局長等の関係役職経験者について、1名が戒告、9名が訓告、1名が厳重注意、7名が口頭注意となった。
- 厚生労働省への出向中の1名については厚生労働省での処分が、独立行政法人等へ出向中の3名については、農林水産省復帰後に処分が、それぞれ行なわれる。

2009年2月26日、農林水産省は、不正転売をしていた4社に対し、工業用に限定した契約に違反したとして、2007年5月22日販売分までは売渡額の0.3倍、翌23日販売分以降は転売額との差額の1.3倍の額の違約金を請求した。具体的な額は、三笠フーズに約652万円、島田化学工業に約124万円、浅井に約7344万円、太田産業に約1億3689万円である。
事件を受けて、米穀等の取引等に係る情報の記録及び産地情報の伝達に関する法律が制定された。

## 刑事事件化
2009年2月10日、大阪府警察・福岡県警察・熊本県警察の合同捜査本部は、不正競争防止法違反（虚偽表示）の疑いで、三笠フーズ社長、同社元顧問（旧宮崎商店元社長）、同社社長秘書、子会社・辰之巳の元営業課長（元顧問の長男）、マルモ商事社長の5人を逮捕。詐欺罪での立件も視野に入れて捜査が行われた。
続いて浅井ルートの捜査が行われ、2009年6月12日には株式会社浅井の社長が、2009年6月18日は転売先であるノノガキ穀販の元社長が、それぞれ食品衛生法違反（規格基準外食品の販売）の疑いで逮捕された。しかし、浅井社長は食用としての販売は行っていないこと、ノノガキ穀販元社長は事故米との認識（故意）が無いことを、それぞれ主張して、両者とも容疑を否認した。
2009年6月30日、大阪地方裁判所において、三笠ルートの第1回公判（初公判）が行われ、三笠フーズ他法人3社と三笠フーズ元社長、同社元顧問（旧宮崎商店元社長）両名は起訴事実を全面的に認め、マルモ商事社長は加担は認めるものの詳細は知らなかったと一部否認した。
2009年10月16日に、大阪地裁にて三笠ルートの判決言渡しがなされ、三笠フーズが罰金800万円、当時の同社社長が懲役2年及び罰金400万円（併科刑）、関連会社の辰之巳が罰金500万円のそれぞれ実刑判決がなされた。また、マルモ商事に罰金300万円の実刑判決、同社社長に懲役2年・罰金150万円で懲役については4年間の執行猶予付き判決がなされた。
2009年11月5日に、名古屋地方裁判所において、浅井ルートのうちノノガキ穀販についての判決言い渡しがなされ、同社に罰金100万円、同社元社長に懲役1年2月及び罰金100万円・懲役について執行猶予3年の判決が言い渡された。また、2010年1月13日には、名古屋地方裁判所において、浅井ルートのうち株式会社浅井についての判決言い渡しがなされ、同社に罰金150万円、同社元社長に懲役2年及び罰金150万円・懲役について執行猶予5年の判決が言い渡された。

## 業者と農林水産省の関係
大阪農政事務所の消費流通課長（当時）が、三笠フーズの冬木社長から同社長の経営する焼き鳥屋で、接待を受けたことが明らかになっている。
また、その後の農林水産省の内部調査によると、2名が三笠フーズから手土産をもらっていたほか、合計12名が米関連の会社・団体から、接待や手土産の供与を受けていたことが明らかになっている。

## 自主回収商品一覧
事故米穀の出荷先と判明した企業が、商品の自主回収を行った。

## 農林水産省公表の汚染米出荷先
2008年9月、農林水産省は三笠フーズからの転売された事故米穀の流通先を公表した。これらの業者は、事故米穀が含まれているとは知らずに購入・販売した企業である。また、当初は転売先として公表された企業でも、後の調査で購入していないことが判明した企業もあり、注意が必要である。
2008年11月17日現在の情報では、流通した業者の数は、三笠フーズルートでは491社、浅井ルートでは49社、太田産業ルートでは3社の合計530社（重複分を除く）となっている。島田化学工業ルートでは、自主的に購入を公表した1社を除き、事故米穀の転売先は記録が無く不明となっている。
出荷先の具体的な企業名については、農林水産省プレスリリース内を参照のこと。

## テレビ番組
- 日経スペシャル ガイアの夜明け 「ニッポンの農業を問う」独占取材 "事故米"問題の真相（2008年11月18日、テレビ東京）[41]。- "事故米"問題の真相を取材。